# Mauricio Martínez (boxe anglaise)
Mauricio Martinez est un boxeur panaméen né le 20 mai 1975 à Colón.

## Carrière
Passé professionnel en 1995, il devient champion du Panama puis champion d'Amérique du Nord NABO des poids coqs en 1996 et 1998 avant de s'emparer du titre vacant de champion du monde WBO de la catégorie le 4 septembre 2000 en battant par KO au 5e round Lester Fuentes. Martinez conserve son titre contre Esham Pickering mais est battu le 15 mars 2002 par Cruz Carbajal. Il s'incline également contre Ratanachai Sor Vorapin en 2005 dans un autre combat de championnat WBO et met un terme à sa carrière en 2012 sur un bilan de 36 victoires, 14 défaites et 1 match nul.

## Référence
1. ↑  (fr) Mauricio Martinez devient champion du monde de la WBO (rds.ca)